# Планетарій Султана Іскандара
Планетарій Султана Іскандара (малай. Planetarium Sultan Iskandar, англ. Sultan Iskandar Planetarium) — планетарій у місті Кучинг в штаті Саравак у Малайзії. Відкритий у 1989 році, він став першим планетарієм, побудованим в Малайзії.

## Історія
Планетарій був побудований разом із Громадським центром Кучингу. Будівництво планетарію коштувало 3 мільйони малайзійських рингітів, а будівництво громадського центру — 30 млн рингітів. Іскандар, султан Джохора, тодішній верховний голова Малайзії, урочисто відкрив планетарій 19 січня 1989 року. А 1 березня 1989 року планетарій почав приймати відвідувачів.
Планетарій розрахований на 172 місця. Він обладнаний білим куполом діаметром 15 метрів, оснащений чотирма проєкторами та освітлювальними приладами. У планетарії використовується німецький цейссівський проектор, здатний показувати 5000 зір, місяць і кілька спецефектів.
Першим фільмом, показаним у планетарії, був документальний фільм про Місяць, знятий професором Національного університету Малайзії. Планетарій проводить виставки, табори, астрономічні вікторини, День астрономії, наукові програми під час шкільних канікул. Планетарій також пропонує навчальні програми для студентів з інформаційних технологій, природничих наук та соціальних наук.

## Куратори планетарію
- Адольф Кунерт (Adolph Kunert, 1989–1990)[7]
- Залія Моршиді (Zalia Morshidi, 1990–1994)[7]
- Розаліна Аннуар (Rozalina Annuar, 1999)[7]
- Ішманді Алі (Ismandy Ali, від 2006)[7]